# Elektricitäts-Werke Reichenhall
Der Holzstofffabrikant Konrad Fischer aus St. Zeno erbaute in Reichenhall ein Wasserkraftwerk unter dem Namen Elektricitäts-Werke Reichenhall, das am 15. Mai 1890 in Betrieb ging. Es war das erste reine Wechselstromkraftwerk in Deutschland und das erste öffentliche E-Werk in Bayern.
Neben dem ursprünglichen Namen waren auch E-Werk I (Reichenhall) und Kraftwerk I (an der Nonner Straße) gebräuchliche Bezeichnungen für das Kraftwerk.

## Geschichte

### Genehmigung
Zur Bauzeit des Kraftwerks war Elektrizität keine Selbstverständlichkeit wie heute. Konrad Fischer musste damals die Genehmigung von unzähligen Behörden einholen. Dort hatte jedoch niemand je ein elektrisches Kraftwerk gesehen und noch weniger ein solches genehmigt. Neben dem Stadtmagistrat von Reichenhall mussten auch die Genehmigungen des Bezirksamtes, des Innenministeriums, der Kgl. Eisenbahnverwaltung, der Kgl. Post- und Telegraphen-Verwaltung, des Straßen- und Flußbauamtes und des Kgl. Forstbauamtes eingeholt werden. Nach langem Zögern durch die öffentlichen Stellen machte der Magistrat von Reichenhall den Anfang und Fischer erhielt die Genehmigung zum Bau des Kraftwerkes.

### Anfangszeit
Wie schon bei der Genehmigung standen Verwaltung und Bürger dem Kraftwerk, dem elektrischen Strom und vor allem den Freileitungen sehr skeptisch gegenüber. Jedoch war die Resonanz technischer Stellen groß und durchwegs positiv. Die Elektrotechnische Versuchsstation München lobte in ihrem Gutachten 51/1890 die Ausführung der Anlagen als formschön, sicher und praktisch. Der Vorstand der elektrotechnischen Abteilung der Technischen Hochschule in München kam mit 30 Studenten, um das Kraftwerk zu besichtigen. Die Elektrotechnische Zeitschrift, die damals einzige und berühmte Fachzeitschrift, hat sich in drei Ausgaben ausführlich mit dem Kraftwerk befasst. Trotzdem wurde es Beamten der Kgl. Generaldirektion verboten, die Eröffnung des Kraftwerks zu besuchen bzw. das Maschinenhaus zu betreten. Als Begründung wurde angeführt, dass dort mit einer Wechselspannung von 2 kV gearbeitet wird. Da es jedoch während des Betriebs des Kraftwerkes zu keinen nennenswerten Unfällen kam, schwand die Skepsis gegenüber dieser für damalige Zeit hochmodernen Technik. Die ständig verfügbare elektrische Beleuchtung mit ihren vielen Vorteilen gegenüber Gas- und Petroleumlampen dürfte ihren Teil dazu beigetragen haben.

### Eigentümer
Erbauer Konrad Fischer verkaufte das Werk bereits am 21. März 1891 an Ing. Max Bayer aus München. Der Kaufpreis für das Kraftwerk samt Grund, Einrichtungen und Leitungen betrug 118.000 Goldmark. Darin sind 55.000 Mark für Maschinen und Leitungen enthalten. Ob Fischer aus seiner Pionierleistung finanziellen Erfolg schlagen konnte, ist fraglich. Es dürften aber keine technischen Schwierigkeiten gewesen sein, die ihn damals zum Verkauf des Werkes bewegten. Die Stadt wurde bereits vor dem Bau des Kraftwerkes durch das Gaswerk mit Licht versorgt, und aufgrund der Konkurrenz durch das elektrische Licht entwickelte sich in den folgenden Jahren ein Rechtsstreit, den Fischer vielleicht schon vorhergesehen hat.
Ing. Max Bayer ließ schon 1892 einen zweiten Generator gleicher Bauart aufstellen, der ebenfalls von der vorhandenen Turbine angetrieben wurde. Ein Jahr später wurde zusätzlich eine gebrauchte Dampfmaschine für den Reservebetrieb montiert.
Am 24. Januar 1898 beschlossen der Magistrat und das Gemeindekollegium den Ankauf des Kraftwerks und des neuen E-Werks II an der Innsbrucker Straße und des Gaswerks für 660.000 Goldmark. In diesem Betrag waren auch Neuanschaffungen und der Ausbau der Werke inbegriffen. Der Kauf wurde durch einen Kredit bei der Bayer. Hypotheken- und Wechselbank mit 4 % Zins und 1,5 % Tilgung finanziert. Notariatsurkunden vom 7. April 1898 belegen den Kauf des E-Werks I.

### Erweiterung
Nach dem Kauf durch die Stadt wurde das Kraftwerk ab 1898 grundlegend erweitert. Das Betriebsgebäude wurde vergrößert und um eine zusätzliche Dampfmaschine samt Generator erweitert. Das Gesamtvolumen der Aufträge für die Erweiterung belief sich auf insgesamt 72.280 Goldmark. Davon entfielen 17.280 auf den neuen Dampfkessel, 14.500 auf den Generator und die restlichen 40.500 auf die Umbauarbeiten. Für die Neuanschaffung und die Installation der Reaktions-Dampfturbine aus dem Jahr 1908 wurden 70.000 Goldmark investiert.

### Einstellung des Betriebs
Durch den Bau des neuen Saalachkraftwerkes entfiel sowohl für den Kirchberger Mühlbach als auch für die anderen Bäche und Triebwerkskanäle der Stadt das Wasser. Deshalb wurde auch das Kraftwerk I an der Nonner Straße ab 1914 vorübergehend stillgelegt. Die Dampfreserve wurde noch über einen längeren Zeitraum aufrechterhalten und die elektrischen Anlagen dienten als Umspannwerk. Bis zur Mitte des 20. Jahrhunderts wurden die Maschinen- und Wohnräume des Werks an Handwerksbetriebe, Schulen, Privatleute und Sportvereine vermietet. 1980 wurde das Gebäude abgerissen und die Stadt errichtete auf dem ehemaligen Werksgelände 118 Sozialwohnungen.

## Beschreibung

### Standort

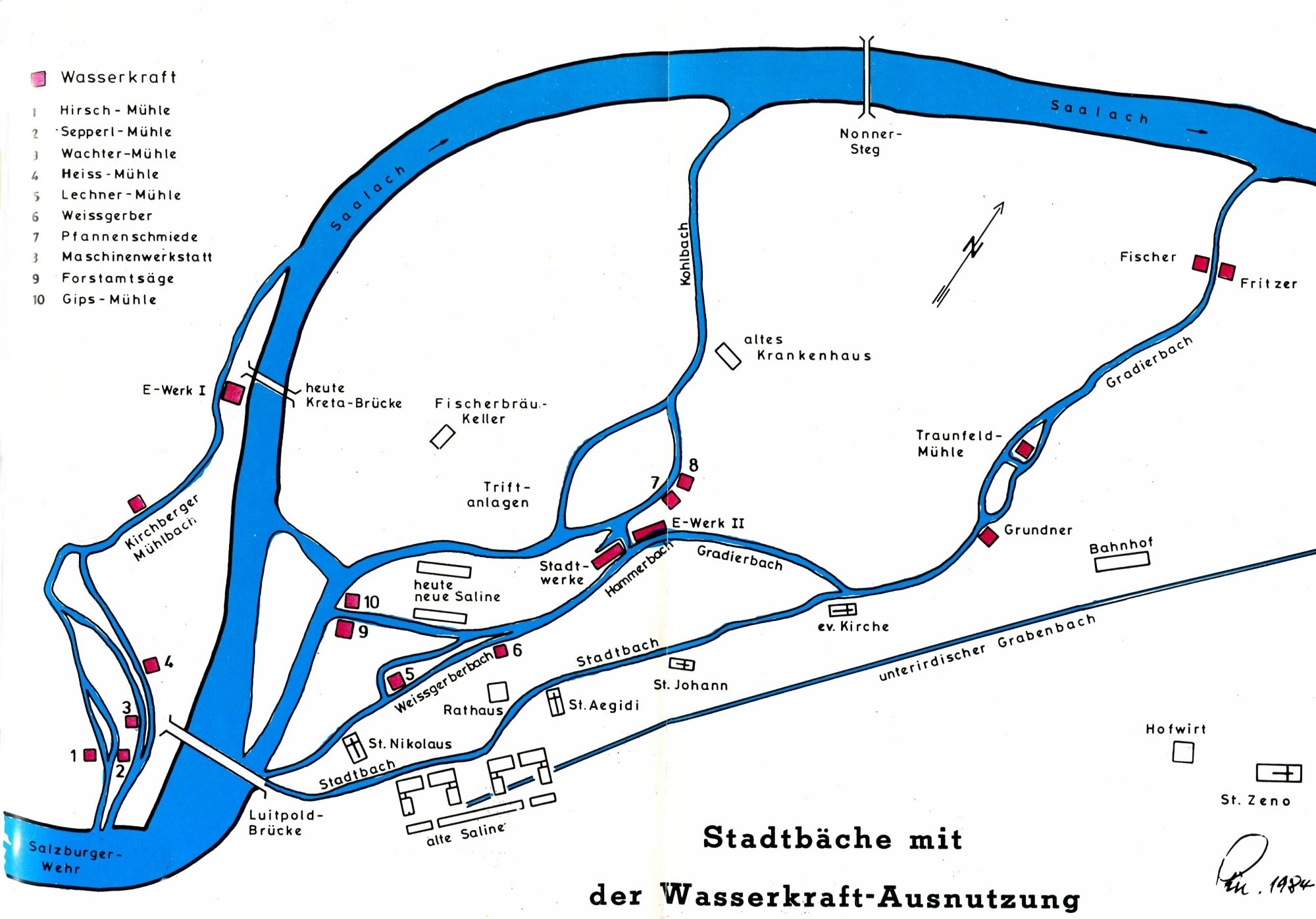
Verlauf der Stadtbäche und Nutzung der Wasserkraft

Im Februar 1889 hatte Konrad Fischer bereits vom Staatsforst ein Grundstück mit Wasserkraft in der ehemaligen Metzgerau in Kirchberg erworben. Er hatte die Absicht, dort eine elektrische Zentralstation zu errichten. Durch das Grundstück floss bereits der Kirchberger Mühlbach, der südlich der heutigen Predigtstuhlbahn am sog. Salzburger Wehr (⊙) von der Saalach abzweigte und im Bereich der heutigen Kretabrücke (⊙) wieder eingeleitet wurde. Die ehemalige Hirschmühle, die Kotzbauermühle, die Sepperlmühle und die Heissmühle wurden ebenfalls vom Mühlbach angetrieben. Ab dem Standort des heutigen Seniorenwohnheimes folgte der Bach in etwa der heutigen Nonner Straße. Dort wo sich heute der Wohnblock Nonner Str. 26b befindet, wurde das Kraftwerk errichtet.

### Bauwerk
Bei dem Kraftwerksbau handelte es sich um ein Gebäude in Ziegelbauweise mit ca. 10 × 10 Meter Grundfläche, einem Obergeschoss und einem Satteldach. Im Erdgeschoss befanden sich neben dem Maschinenhaus zwei weitere Zimmer, im Obergeschoss befanden sich auf dem Bauplan weitere Zimmer, ein Dachboden und ein Alkoven. Das Turbinenhaus war direkt an den Kraftwerksbau angeschlossen und überspannte den Mühlbach in voller Breite. Das Turbinenhaus wurde in Fachwerkbauweise mit einem Bogendach ausgeführt. Beide Gebäude besaßen ein Blechdach. Nach dem Kauf durch die Stadt Reichenhall wurden auch die Gebäude des Kraftwerks erweitert. Das Hauptgebäude wurde um eine Etage aufgestockt und in der Grundfläche auf 35 × 15 Meter erweitert. Von außen erinnerte das Bauwerk nun mehr an ein Wohnhaus als an ein Betriebsgebäude. Gleichzeitig wurde noch ein Kohleschuppen mit einer Kapazität von ca. zwei Waggonladungen Kohle errichtet.

### Technische Anlagen

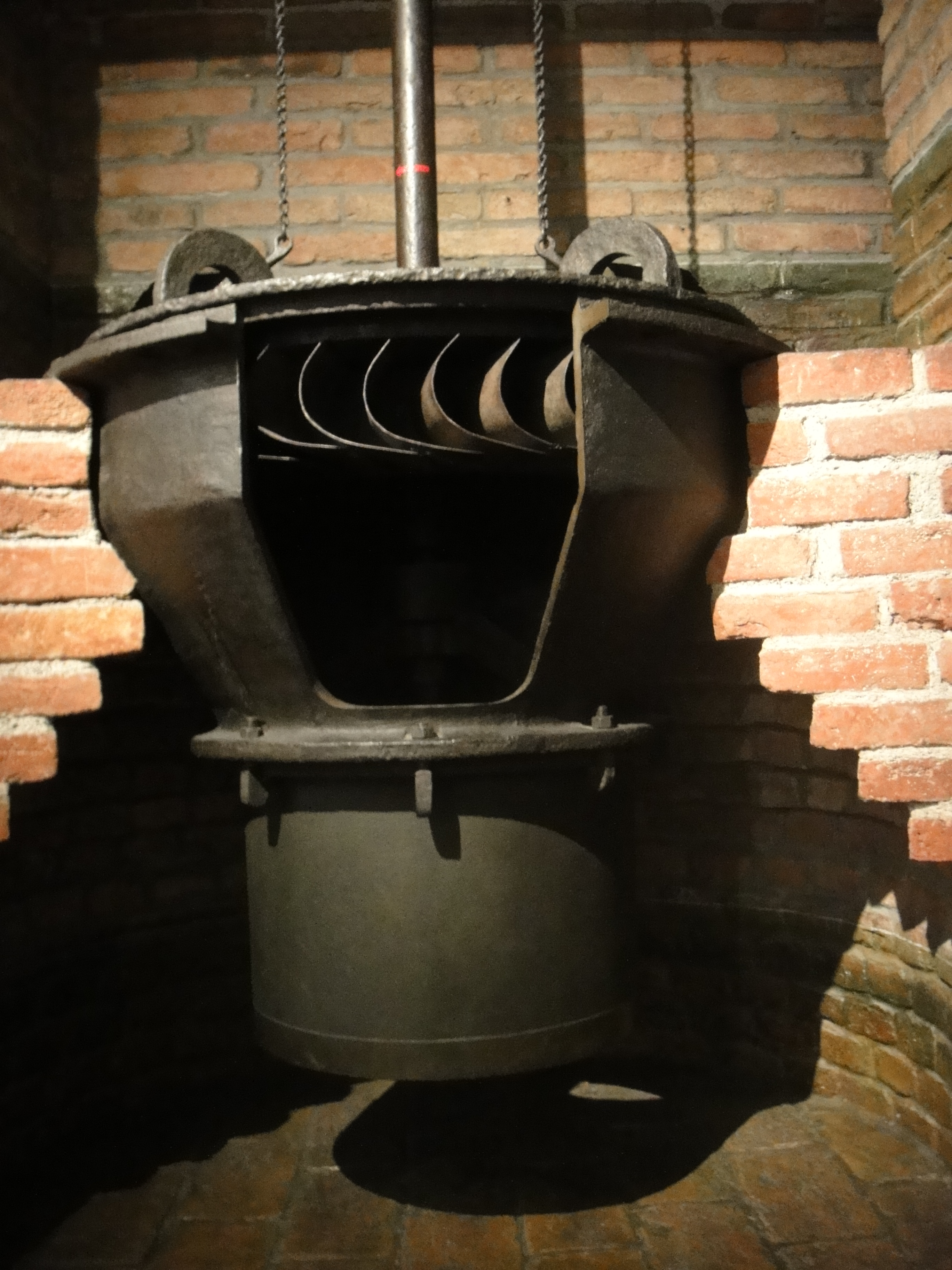
Jonval-Turbine mit Gehäuseschnitt

Die Maschinenfabrik e.G. Landes München errichtete die Turbinenanlage, in der eine Reaktionsturbine nach dem Typ Jonval-Turbine mit einem Außendurchmesser von 3 Meter verbaut wurde. Eine ähnliche Turbine ist im Deutschen Museum in München ausgestellt. Über ein Vorgelege mit zwei konischen Rädern und einem Riemenantrieb übertrug die Turbine die mechanische Leistung mit 600 min−1 auf einen Wechselstromgenerator der Firma Oerlikon in Zürich, der eine elektrische Spannung von 2 kV und einen maximalen elektrischen Strom von 30 A liefern konnte.
Im Gutachten 51/1890 der Elektrotechnischen Versuchsstation München wurde die Formschönheit der Konstruktion (des Generators) und die saubere Ausführung besonders hervorgehoben.
Anfangs waren zwei Leistungstransformatoren mit je 10 kVA und vier mit je 4 kVA installiert. Der Strom wurde über Freileitungen mit Öl-Isolatoren an 15 Meter hohen Telegrafenmasten an die Stadt Reichenhall und die Gemeinden Kirchberg und Karlstein geliefert. Die Einrichtung war zum Zeitpunkt der Inbetriebnahme in der Lage, bis zu 1200 Lampen zu versorgen. Als Stammpersonal waren im Kraftwerk stets ein Wärter und ein Gehilfe anwesend. Die Verantwortung für die Bauleitung der elektrischen Anlagen hatte Ingenieur Taussig von der AEG.
1892 wurde das Kraftwerk durch den neuen Eigentümer mit einem zweiten Generator gleicher Bauart erweitert. 1893 wurde eine gebrauchte Dampfmaschine installiert, die von der Maschinenbau Aktiengesellschaft München geliefert wurde. Der Kessel mit einer Heizfläche von 20 m² wurde 1885 von Lokomotiven-Fabrik Krauss & Co., die Zwillingsdampfmaschine 1870 von der Maschinenfabrik Augsburg hergestellt.
Nach dem Kauf durch die Stadt Bad Reichenhall wurde ein zusätzlicher Dampfkessel samt Generator angeschafft. Die Pläne zu dem neuen Kessel der Maschinenfabrik Augsburg datieren auf den 28. Dezember 1898. Es handelte sich um einen Zweiflamm-Heizröhrenkessel mit 200 m² Heizfläche. Die Dampfmaschine mit ca. 180 kW Leistung trieb ab 1900 den neuen AEG-Generator mit einer Generatorspannung von 2,1 kV bei maximal 85 A mit einer Drehzahl von 450 min−1 an. Grund für die Anschaffung war eine große Anzahl von neuen Kunden, die auf einen Stromanschluss warteten. Die neue Anlage ermöglichte die Installation von 800 zusätzlichen Glühlampen, und das alte Lokomobil verblieb als Reserve im Kraftwerk. Daraus ist ersichtlich, dass ab 1900 im E-Werk Strom nicht nur aus Wasserkraft erzeugt wurde. Ab 1907 wurde die Dampfreserve erweitert, da laut einem Gutachten des Dampfkessel-Revisions-Vereins die alte Zwillingsdampfmaschine unwirtschaftlich arbeitete. 1908 wurde deshalb eine Reaktions-Dampfturbine mit 220 kW Leistung und einem Generator mit 200 kW bei einer Generatorspannung von 2,1 kV installiert. Der Zylinder der alten Dampfmaschine wurde 1908 von der Stadt an das Deutsche Museum gestiftet und wird dort unter Inventarnummer 12632 verwahrt.

## E-Werk II

E-Werk II (Städt. Lichtwerke) um 1895

Da an der Nonner Straße im E-Werk I ein weiterer Ausbau der Wasserkraft nicht möglich war, versuchte der damalige Besitzer Max Bayer eine neue Kraftquelle zur Erzeugung von Elektrizität zu erschließen.
Nicht nur durch die Mühlen am Kirchberger Mühlbach wurde die Wasserkraft schon lange vor dem Kraftwerk genutzt. Auch die unzähligen Bäche der Stadt entlang der ehemaligen westlichen Stadtmauer wurden außer zur Entwässerung schon in früheren Zeiten zum Antrieb von Mühlen und Schmieden verwendet. Die heutige Innsbrucker Straße, Wittelsbacherstraße, Traunfeldstraße sowie der Triftmeisterweg und der Spitzgrund bis zur Franz-Josef-Straße entsprechen in etwa dem Verlauf der Bäche zur damaligen Zeit.
Nachdem das E-Werk I 1889 schon in Planung war, verhandelte die Stadt mit der Saline über den Ankauf von Grundstücken samt Wasserkraft an der heutigen Innsbrucker Straße. Dort befanden sich zu der Zeit die ehemalige Kufersäge, die Rennschmiede, die Hammerschmiede, die Schlosserei und das Gebläsehaus, wo die Saline sämtliche Behältnisse für den Salzversand herstellte. Die zusammenhängenden Gebäude stammten aus dem Jahre 1775. Am 13. April 1892 wurde durch die Stadt für 31.000 Goldmark das Gelände samt Gebäude von der Saline angekauft. 1893 verpachtete die Stadt die Gebäude an Max Bayer, der die Turbine, den Wechselstrom-Generator und die Schaltanlage auf eigene Kosten einbauen ließ. Die Stadt übernahm die Baukosten für Gebäude und Wasserbau. Die Pachtsumme belief sich damals auf die Lieferung von Strom für 60 Glühlichter.
Am 1. Mai 1894 wurde das neue E-Werk II in Betrieb genommen. Durch die Stadt wurde bestimmt, dass das Gebäude mit der Aufschrift Elektrizitätswerk II zu versehen sei. In späterer Zeit lautete die Aufschrift auf dem Gebäude auch STÄDT. LICHTWERK.
Zusammen mit dem E-Werk I wurde das Werk II am 3. Februar 1898 durch die Stadt angekauft. Das Werk II wurde wie schon Werk I ebenfalls nach dem Kauf bald umgebaut.
Nach dem Aus für die städtische Stromerzeugung durch den Bau des Saalachkraftwerkes wurde das Gebäude mehrere Jahrzehnte als Baulager genutzt und brannte am 9. April 1933 nach einer Brandstiftung vollkommen aus.
Das Gebäude befand sich an der späteren Innsbrucker Straße, wo sich heute ein Parkplatz befindet (⊙). Südlich davon (⊙) befand sich bis in die 1990er Jahre das Verwaltungsgebäude der Stadtwerke Bad Reichenhall, welches sich heute in der Hallgrafenstraße befindet.